# 赵匡明
赵匡明（9世纪—10世纪），字赞尧，晚唐军阀，天复三年（903年）—天祐二年（905年）以节度使身份控制荆南，与兄忠义节度使赵匡凝组成权力同盟，直至兄弟俩都被大军阀宣武军节度使朱全忠所败。他们败逃，领地被朱全忠兼併。

## 家世、效力赵匡凝
赵匡明生年不详。父赵德諲原为唐奉国军节度使秦宗权部将。秦宗权投降黄巢农民大军及其建立的大齐政权，黄巢战败后，他自己称帝。赵德諲效命秦宗权，攻陷山南东道。后赵德諲觉察到秦宗权将败，降唐，与唐宣武军节度使朱全忠联合。在朱全忠推荐下，赵德諲留任山南东道节度使，山南东道改名忠义军。赵德諲后来参与了消灭秦宗权的几场战役。赵匡明作为其子，年纪尚轻就被任为江陵府文学。成年后，立有军功，历任绣州、峡州刺史。
景福元年（892年），赵德諲去世。赵匡明兄赵匡凝称忠义军留后，后被唐昭宗认可为全权节度使。大军阀朱全忠有意篡唐，询问赵匡凝的看法，遭其断然拒绝，愤而派军攻忠义，在邓州被赵匡明大败。此后，在赵匡明建议下，赵匡凝和西川节度使王建结盟。

## 统治荆南
天复三年（903年），朱全忠的盟友荆南节度使成汭试图援救其另一盟友武昌军节度使杜洪，被淮南节度使杨行密部将李神福所败。成汭死后，江陵一度被武贞军节度使雷彦恭所占，但十月赵匡凝派军逐出武贞军，表赵匡明为留后，镇渚宫。被朱全忠控制的昭宗仅任赵匡明为荆南节度行军司马，授检校司徒荣衔。但荆南军辖下的夔、峡、忠、万、施等州为王建趁乱所得。当时，各镇节度使多不向朝廷纳贡，但赵氏兄弟上贡不绝。
天祐二年（905年）时，赵匡明已被称为荆南全权节度使。朱全忠怒赵匡凝同时结盟于王建和杨行密，与部将武宁军节度使杨师厚攻忠义，败忠义军和荆南救兵，俘虏荆南将领，九月，赵匡凝弃忠义奔淮南。朱全忠派杨师厚乘胜袭荆州，赵匡明自量难以独自立足，也计划逃往淮南。但他的儿子赵承规指出，如果他也去淮南，兄弟聚首，杨行密会生疑。赵匡明同意了，于是率族人及许寂、马处谦等二万人弃城上三峡投西川。唐哀帝下诏赞朱全忠收荆襄之功，称赵氏兄弟为“二凶”，十月下诏削夺赵匡明在身官爵。杨师厚亦以功拜山南东道节度使、同中书门下平章事。十一月，赵匡明到西川军部成都。王建待赵匡明以贵宾之礼，授武信军节度使，分其部下为崇义、勇义、顺义、广义四都。王建后来罢免赵匡明，建立前蜀称帝后，改任赵匡明为大理卿、工部尚书。赵匡明最终卒于成都，但年份不详。

## 评价
- 《旧五代史》史臣曰：匡凝一门昆仲，千里江山，失守籓垣，不克负荷，斯乃刘景升之子之徒欤！[2]